# Stålmannen i kamp för freden
Stålmannen i kamp för freden (engelska: Superman IV: The Quest for Peace, Finland: Stålmannen och hotet från solen), är en brittisk-amerikansk science fiction-actionfilm från 1987 i regi av Sidney J. Furie med Christopher Reeve i huvudrollen. Filmen hade Sverigepremiär den 26 februari 1988.

## Handling
Stålmannen/Clark Kent får veta att USA och Sovjetunionen snart ska gå till anfall mot varandra i ett kärnvapenkrig, vilket hotar planetens överlevnad.
Bakom talarpodiet i FN:s generalförsamling berättar Stålmannen att han tänker befria jorden från alla kärnvapen.

## Rollista (urval)
| Christopher Reeve | – Stålmannen/Clark Kent |
| Gene Hackman      | – Lex Luthor            |
| Jackie Cooper     | – Perry White           |
| Marc McClure      | – Jimmy Olsen           |
| Jon Cryer         | – Lenny                 |
| Sam Wanamaker     | – David Warfield        |
| Mark Pillow       | – Nuclear Man           |
| Mariel Hemingway  | – Lacy Warfield         |
| Margot Kidder     | – Lois Lane             |
| Damien McLawhorn  | – Jeremy                |
| William Hootkins  | – Harry Howler          |
| Jim Broadbent     | – Jean Pierre Dubois    |

## Om filmen
En uppföljare var under planering innan filmen släpptes på bio, men då denna film floppade lades planerna på hyllan. Det dröjde till 2006 tills filmen Superman Returns gjordes.

### Fotnoter
1. ↑  ”Superman IV: The Quest for Peace” (på engelska). Box Office Mojo. 24 juli 1987. http://www.boxofficemojo.com/movies/?id=superman4.htm. Läst 9 september 2016.
2. ↑  ”Superman IV: The Quest for Peace”. Svensk filmdatabas. 26 februari 1988. http://www.sfi.se/sv/svensk-filmdatabas/Item/?type=MOVIE&itemid=16955. Läst 9 september 2016.